# Revolución alemana de 1848-1849
La Revolución alemana de 1848-1849 —que en términos de la primera fase revolucionaria del año 1848 se la conoce también como la Revolución de Marzo— fue el acontecimiento revolucionario que tuvo lugar entre marzo de 1848 y finales de 1849 en la Confederación Germánica. Los levantamientos también afectaron a provincias y Estados fuera de la Confederación bajo el dominio de los Estados más poderosos: Austria y Prusia. Por ejemplo Hungría, el norte de Italia y la provincia prusiana de Posen. 
Las protestas y rebeliones de este periodo fueron agitaciones liberales, democrático-burguesas y pangermanistas de unidad e independencia contra la estructura política tradicional y autocrática del periodo de "Restauración", impulsada por las casas monárquicas gobernantes de los países de la Santa Alianza.
El objetivo principal de la revolución, según Hagen Schulze, era «lograr un Estado nacional [alemán], basado en la soberanía popular y los derechos humanos, que integrase a todos los territorios alemanes».
La interpretación que prevalece de los eventos revolucionarios alemanes de 1848-1849 considera que sus objetivos no se lograron en su plenitud.En sus consecuencias, se rechazó la corona imperial y se forzó la disolución del Parlamento de Frankurt. Alemania regresó a la fórmula tradicional de la Confederación Germánica. El ejército prusiano terminó por intervenir en distintos Estados alemanes para sofocar las Revoluciones.

## Historia

### La revolución se extiende por todos los Estados alemanes

Mapa político de la Confederación Alemana (1815-1866), con 39 estados.

El triunfo a finales de febrero de 1848 de la Revolución en Francia, que supuso el fin de la monarquía de Luis Felipe de Orleans y la proclamación de la Segunda República Francesa, tuvo un enorme impacto en toda Europa y también en los 39 Estados alemanes agrupados desde 1815 en la Confederación Germánica. Los liberales y los radicales demócratas alemanes salieron a principios de marzo a las calles, como en París, para exigir ―también desde los parlamentos― las libertades civiles, la legalización de los partidos políticos y la formación de una milicia nacional, pero sobre todo la convocatoria de un Parlamento nacional. Estas peticiones fueron conocidas como las «reivindicaciones de marzo». En respuesta a ellas se formaron en algunos estados los llamados «gobiernos de marzo» integrados por liberales que intentaron llevarlas a la práctica, lo que levantó enormes expectativas ―los colores negro, rojo y oro de la bandera de la Alemania unificada ondearon por casi todas partes; «el sueño de la unidad en la libertad parecía de repente al alcance de la mano», comenta Étienne François―. El nuevo gobierno del Reino de Baviera llegó a presentarse como el «ministerio de la aurora», mientras que el rey Luis I abdicaba a favor de su hijo Maximiliano.
Al mismo tiempo hubo revueltas en el campo en contra de las exacciones señoriales y la repartición de los bienes comunales. En algunos sitios los campesinos lograron la supresión de las prestaciones personales y del pago de ciertos censos.

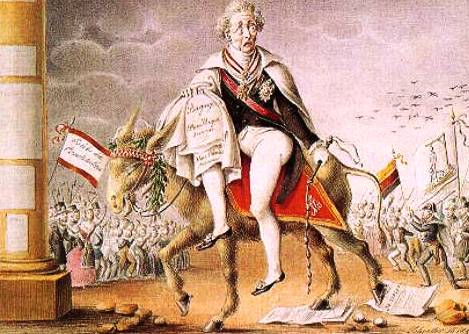
Caricatura contemporánea de la huida de Metternich de Viena (marzo de 1848).

En las capitales de los dos principales Estados de la Confederación, el Imperio Austríaco y el Reino de Prusia, también triunfaron los sublevados, aunque solo durante unos meses. En Viena Metternich tuvo que huir a Inglaterra y la corte se trasladó a un lugar más seguro, Innsbruck, mientras se producían levantamientos nacionalistas por todo el Imperio, pero el 31 de octubre el ejército austríaco lograba ocupar la capital, desatando una fuerte represión, y poco después el emperador Fernando I abdicaba a favor de su sobrino Francisco José. En Berlín los rebeldes ―entre el 5 y el 18 de marzo se alzaron barricadas en las calles y el 19 de marzo la intervención del ejército provocó más de 200 muertos― consiguieron que el rey se comprometiera a crear una Asamblea Nacional Prusiana que debía elaborar una Constitución para Prusia ―también se formó un nuevo gobierno encabezado por el liberal moderado renano Gottfried Ludolf Camphausen― pero el 1 de noviembre, siguiendo el ejemplo austríaco, el ejército prusiano impuso el orden por la fuerza y un mes después  el rey disolvía la Asamblea Nacional Prusiana.

### La Asamblea de Fráncfort
La principal «reivindicación de marzo» se hizo realidad el 18 de mayo cuando los 585 representantes del pueblo alemán elegidos por sufragio universal masculino ―entre los que se encontraba la elite intelectual y liberal de Alemania, pero solo cuatro artesanos y ningún campesino― se reunieron en la iglesia de San Pablo de Fráncfort para constituir la Asamblea Nacional Alemana, encargada de aprobar una Constitución y de elegir un gobierno para toda Alemania. La convocatoria había sido realizada el 5 de marzo por 51 diputados liberales de varios Estados del sur de Alemania reunidos en Heidelberg. Entre el 31 de marzo y el 2 de abril se había reunido en Fráncfort un Parlamento Previo que aspiraba a representar al conjunto de los alemanes sin distinguir el Estado al que pertenecían.
Para presidir la Asamblea fue elegido Heinrich von Gagern, quien nombró como "regente imperial" (Reichsverwesser) a Juan de Habsburgo, sin haber consultado a los príncipes, y formó un gobierno central provisional. La mayoría de los diputados defendieron una posición moderada que consistía en reformar gradualmente los Estados alemanes, con el acuerdo de sus príncipes, para convertirlos, siguiendo el modelo liberal, en Estados constitucionales. Sólo una minoría propugnaba la formación de una república federal similar a Estados Unidos.

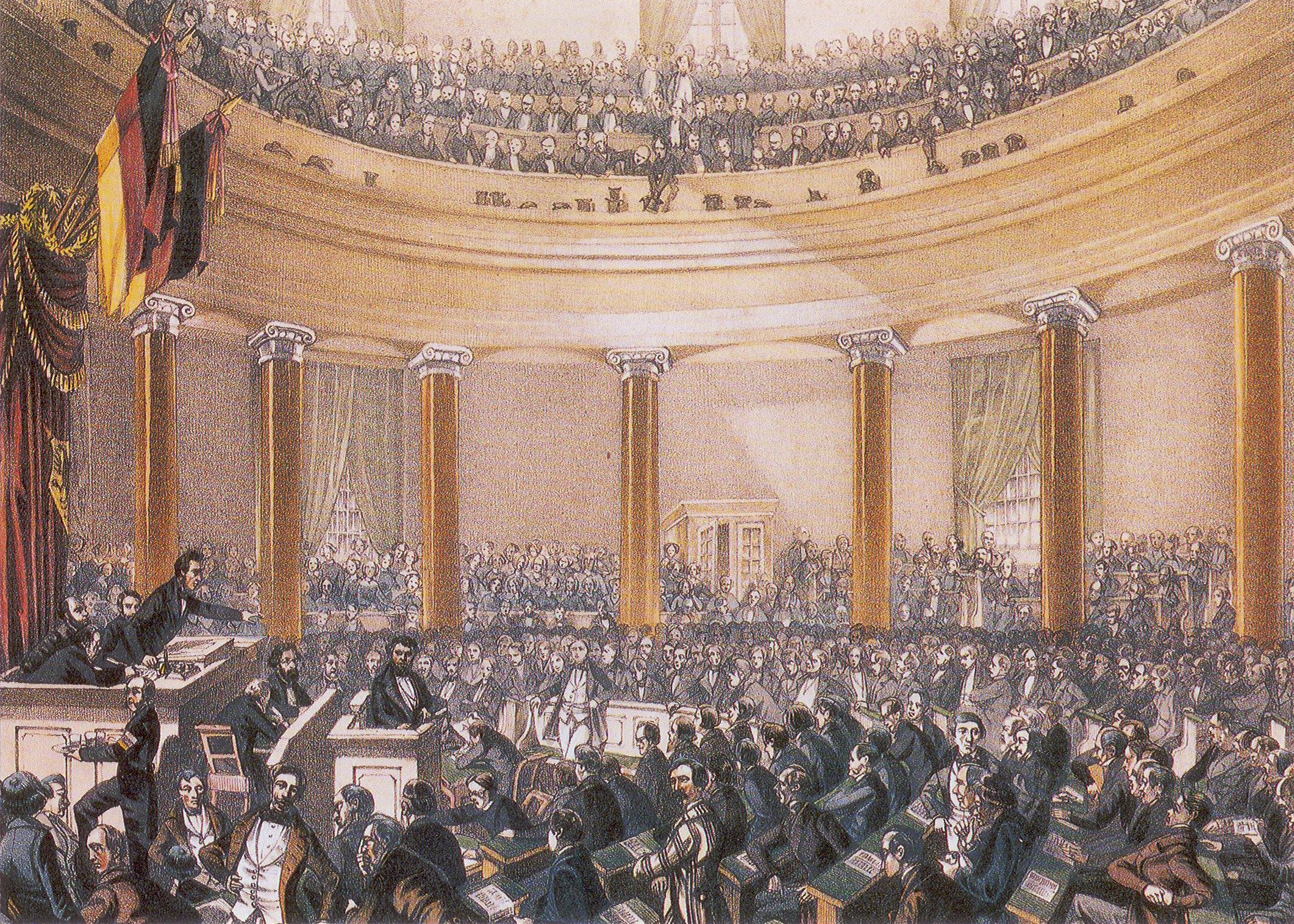
Sesión de la Asamblea de Fráncfort en la que el líder demócrata Robert Blum se dirige a los diputados (junio de 1848).

En las deliberaciones de la Asamblea pronto surgió el enfrentamiento entre los partidarios de la «Gran Alemania», que abarcaba todos los territorios alemanes, incluida Austria, y a su frente un emperador de la Casa de Habsburgo, la dinastía reinante en el Imperio Austríaco; y los defensores de la «Pequeña Alemania», partidarios de dejar fuera a las zonas no alemanas del Imperio Austríaco y de que el nuevo Estado estuviera encabezado por un emperador de la Casa de Hohenzollern, que reinaba en Prusia. A finales de octubre de 1848 la Asamblea aprobó por fuerte mayoría una resolución favorable a la «pequeña Alemania» y contraria a las pretensiones de Austria pues en ella se decía que «ninguna parte del Reich alemán puede formar un Estado con países no alemanes», y «si un país alemán tiene el mismo soberano que otros países, la relación entre esos países solo puede regularse mediante una unión personal».
La Asamblea consiguió promulgar una Constitución para el conjunto del Reich el 27 de marzo de 1849, en la que se reconocían los derechos fundamentales de los ciudadanos alemanes y se establecía un Reichstag compuesto por dos cámaras, una formada por los representantes de los Estados, y otra elegida por sufragio universal masculino. La jefatura del Estado sería desempeñada por un emperador, que compartiría el gobierno con el Reichstag.
El problema más grave que tuvo que afrontar la Asamblea fue el planteado por los ducados de Schleswig y de Holstein que habían proclamado su independencia del rey de Dinamarca y que habían pedido ayuda a aquella. Como la Asamblea no contaba con un ejército propio tuvo que recurrir al Ejército Prusiano. Este invadió Dinamarca pero tuvo que retirarse enseguida ante las protestas y la amenaza de intervención de las potencias europeas ―Gran Bretaña envió una flota al mar del Norte y el Imperio Ruso movilizó su ejército en la frontera con Prusia, mientras que los embajadores franceses intervenían ante los diferentes gobiernos alemanes―.

### El fin de la revolución

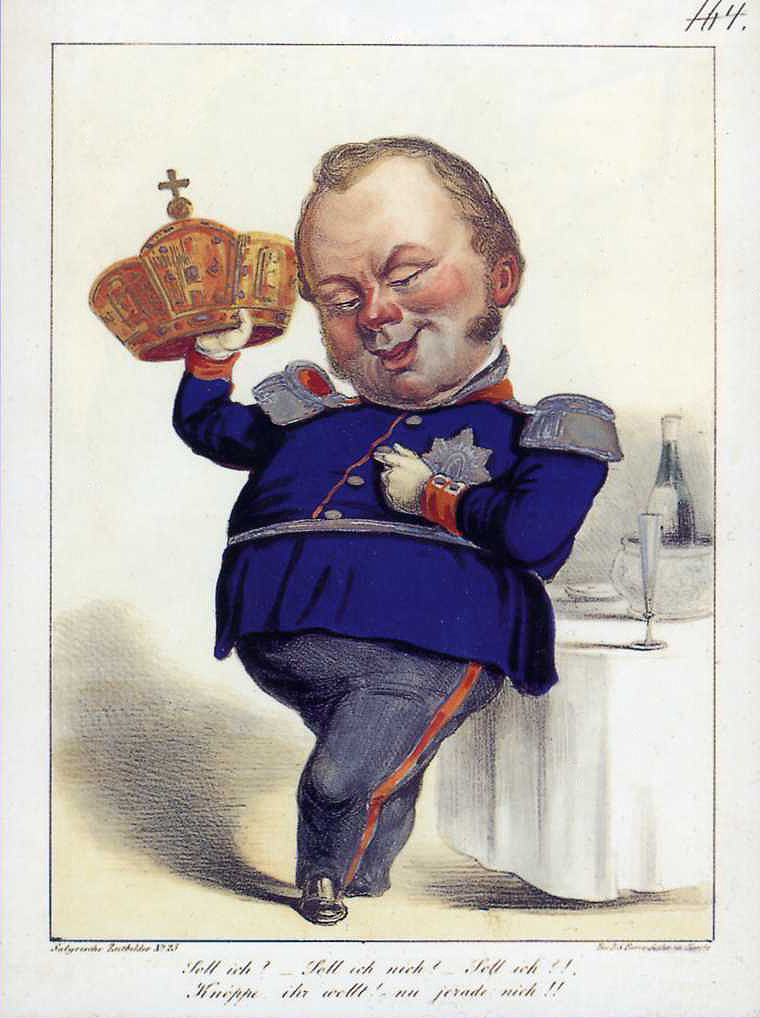
Caricatura de Federico Guillermo IV de Prusia jugando indeciso con la corona imperial que le había ofrecido la Asamblea de Fráncfort.

El fracaso en la cuestión de los ducados de Schleswig y Holstein, junto con la radicalización de la revolución en muchos lugares, lo que le hizo perder apoyos entre la burguesía liberal, acabarían sellando el destino de la «revolución de marzo», especialmente tras la negativa del rey de Prusia Federico Guillermo IV a asumir la corona del Imperio alemán que le había ofrecido la Asamblea ―por 276 votos contra 263―, decantada por la opción de la «pequeña Alemania». «A Federico Guillermo IV le gustaba la idea de asumir la dirección del destino de Alemania, pero a condición de que fueran los príncipes quienes le encomendaran tal tarea y no el Parlamento. Lo que la delegación de la iglesia de San Pablo le ofrecía ―le escribe al gran duque de Hesse― era “una corona de cerdo”, “una diadema de estiércol y arcilla" que desprendía el “olor a podrido” de la revolución. Y, además, temía, y no sin razón, las protestas que le harían llegar las potencias europeas y, sobre todo, la posible intervención de Austria». Su rechazo a la corona imperial también se debió a «su deseo de que no desapareciese la identidad prusiana en el sueño vacío de una nueva Alemania liberal».
La negativa del rey de Prusia a asumir la jefatura del Reich dejó sin argumentos a los moderados de la Asamblea de Frankfurt, lo que fue aprovechado por el sector democrático para lanzar una segunda insurrección en abril de 1849. La retirada de los diputados austríacos y prusianos de la Asamblea obligó a esta a abandonar Frankfurt para pasar a Stuttgart, pero allí el gobierno del reino de Wurtemberg le prohibió reunirse, lo que provocó una fuerte reacción. Estallaron rebeliones armadas en muchos territorios que fueron sofocadas por la intervención de los ejércitos de Prusia y de Austria. Fue el fin de la «revolución de marzo» pues la burguesía liberal, temerosa de los demócratas «radicales», pactó con los sectores conservadores ― los burgueses liberales «olvidaron sus sueños constitucionales y de unidad a cambio de la paz social»―. En Prusia el acuerdo entre liberales y conservadores se selló con la promulgación por el rey de una Constitución muy moderada.

## Balance
El historiador alemán Hagen Schulze hace el siguiente balance de la revolución alemana de 1848-1849:

A simple vista, parece que la Revolución de 1848-1849 fue un fracaso. Sin embargo, el conflicto entre los poderes del inmovilismo y los partidarios del progreso terminó en un compromiso. Quienes ostentaban el poder en los diferentes territorios de Alemania se habían visto obligados no solo a comprometerse con una Constitución escrita, sino también a compartir con los Parlamentos su poder legislativo. Por el contrario, el sueño que alentaba las movilizaciones de marzo de 1848 —el de lograr un Estado nacional, basado en la soberanía popular y los derechos humanos, que integrase a todos los territorios alemanes, es decir, la solución de la "Gran Alemania"— había fracasado tanto por la oposición de las potencias europeas como por la heterogeneidad de las fuerzas revolucionarias.

Un balance similar es el que ha realizado el historiador británico Richard J. Evans:

Lejos de ser una vuelta completa al viejo orden, el régimen posrrevolucionario había procurado satisfacer muchas de las peticiones de los liberales, aunque no llegase a otorgar ni la unificación nacional ni la soberanía parlamentaria. A finales de la década de 1860 se habían introducido ya en casi toda Alemania los juicios públicos con jurado, la igualdad ante la ley, la libertad de empresa mercantil, la abolición de las formas más criticables de censura oficial de la literatura y la prensa, los derechos de reunión y de asociación y muchas cosas más. Y algo crucial: muchos Estados habían creado asambleas representativas en las que diputados elegidos disponían de libertad de discusión y gozaban de algunos derechos al menos sobre la legislación y la recaudación de las rentas del Estado.

Una valoración parecida es la que ha hecho el historiador francés Étienne François:

A pesar de las apariencias, sin embargo, nos equivocaríamos al ver en la revolución de 1848 nada más que un fracaso. Ciertamente el sueño de una gran Alemania unificándose en la libertad sobre una base parlamentaria y democrática no se había podido realizar. Pero los debates y los combates, las esperanzas y las decepciones del año 1848-1849 habían permitido consolidar los sueños de «nación alemana». Convertidos por las fuerza de las cosas en más realistas, la aspiración a la unidad y el fervor nacional no perdieron en absoluto intensidad, apoyándose más que nunca, para hacer avanzar su proyecto político, en la historia y la cultura.